# Grażyna Rosa
Grażyna Barbara Rosa (ur. 1968) – polska ekonomistka, dr hab. nauk ekonomicznych, profesor zwyczajny Katedry Marketingu Usług i prodziekan Wydziału Zarządzania i Ekonomiki Usług Uniwersytetu Szczecińskiego.

## Życiorys
W 1991 ukończyła studia ekonomiczne na Uniwersytecie Szczecińskim, natomiast 29 czerwca 1995 obroniła pracę doktorską Koncepcja działalności marketingowej przedsiębiorstwa PKP w międzynarodowych przewozach towarowych, 4 lipca 2002 habilitowała się na podstawie pracy zatytułowanej Marketing jako sposób wzmacniania pozycji konkurencyjnej na rynku usług transportowych. 1 kwietnia 2015 nadano jej tytuł profesora w zakresie nauk ekonomicznych.
Została zatrudniona na stanowisku profesora nadzwyczajnego w Wyższej Szkole Bankowej w Poznaniu na Wydziale Ekonomicznym w Szczecinie oraz objęła funkcję kierownika i profesora zwyczajnego w Katedrze Marketingu Usług, a także prodziekana na Wydziale Zarządzania i Ekonomiki Usług Uniwersytetu Szczecińskiego. 

## Publikacje
- 2005: Goodwill of sevice as an element to shape a competing majority of transport enterprise[2]
- 2010: Komunikacja marketingowa w kształtowaniu marki województwa zachodniopomorskiego[2]
- 2010: Possibilities of using riverside urban areas in the process of creating and promoting tourism products on the example of city of Szczecin/*/[2]
- 2013: Marketing światły jako kierunek rozwoju marketingu usług transportowych[2]
- 2018: The influence of the type of customer (individual vs institutional) on the principles of written communication of a large organization[2]
- 2018: Komunikacja międzykulturowa w biznesie[2]
- 2018: Komunikacja w negocjacjach[2]